# Hermann Arthur Jahn
Pour les articles homonymes, voir Jahn.
Hermann Arthur Jahn, né le 31 mai 1907 à Colchester (Angleterre) et mort le 24 octobre 1979 à Southampton (Angleterre), est un scientifique anglais d'origine allemande .

## Biographie
Hermann Arthur Jahn est le fils de Friedrich Wilhelm Hermann Jahn et Marion May Curtiss. Il étudie d'abord à Lincoln puis à Londres où il obtient son BSc de chimie en 1928. Il effectue ensuite une thèse, qu'il obtient en 1935, à l'Université de Leipzig sous la direction de Werner Heisenberg. Ses travaux portent sur les rotations et vibrations de la molécule de méthane .
De 1935 à 1941, il effectue ses recherches au Laboratoire de recherche Davy Faraday, au sein de la Royal Institution de Londres. Pendant la guerre, de 1941 à 1946, il travaille au sein du Royal Aircraft Establishment. Après la guerre, il reprend ses activités de recherche et devient en 1949 le premier Professeur de mathématiques appliqués de l'Université de Southampton (1949-1973). Ses travaux portent sur la mécanique quantique et la théorie des groupes.
Il est principalement connu pour sa prédiction par la théorie des groupes, en collaboration avec Edward Teller, de ce qui deviendra l'effet Jahn-Teller .